# Gare de Saint-Sulpice - Auteuil
Gare de Saint-Sulpice - Auteuil vasútállomás Franciaországban, Saint-Sulpice településen.

## Vasútvonalak
Az állomást az alábbi vasútvonalak érintik:
- Épinay-Villetaneuse–Le Tréport-Mers-vasútvonal

## Kapcsolódó állomások
A vasútállomáshoz az alábbi állomások vannak a legközelebb:
- Gare de Laboissière - Le Déluge
- Gare de Beauvais